# Colibrí d'orelles blanques
El colibrí d'orelles blanques (Basilinna leucotis) és una espècie d'ocell de la família dels troquílids (Trochilidae).

## Descripció
- Colibrí mitjà amb 9-10 cm de llarg, i un pes de 3-4 g. Bec prim i recte, de color vermell amb punta negra.
- Mascles predominantment verds per sobre i al pit. La cua verda bronze. Línia ocular blanca que arriba fins a la zona auricular. Gola de color turquesa metàl·lic. Capell i cara violeta i negre.
- La femella és menys acolorida que el mascle.[3][4]

## Hàbitat i distribució
Boscos poc densos, matolls i ciutats de Sonora, Chihuahua, Coahuila, Nuevo León, Tamaulipas, Guatemala, El Salvador, Hondures i nord de Nicaragua.